# Oscar Brown, Jr.
Oscar Brown, Jr. (* 10. Oktober 1926 in Chicago, Illinois; † 29. Mai 2005 ebenda) war ein US-amerikanischer Jazz-Sänger und Texter.  Das Magazin Rolling Stone  wählte sein Debütalbum Sin & Soul …and then some aus dem Jahre 1960 in seiner Liste Die 100 besten Jazz-Alben auf Platz 63.

## Biografie
Auf Wunsch seines Vaters, des Anwalts und Immobilienhändlers Oscar Brown Sr., sollte er eigentlich Geschäftsmann werden. Der junge Oscar Brown Jr. zog die Musik vor und gab schon im Alter von 15 Jahren sein Debüt als Sänger in der Radio-Show Secret City. Brown besuchte die University of Wisconsin–Madison und die Lincoln University, doch ohne Abschluss.
Schon früh war Brown auch politisch engagiert. Mit 19 Jahren war er der kommunistischen Partei beigetreten (und mit 29 wieder ausgetreten, weil es auch dort Rassisten gab). Mit 21 war er der erste Radio-Moderator, der eine tägliche Nachrichtensendung speziell für Afroamerikaner gestaltete: die Negro Newsfront. Mehrmals wurde die Sendung nicht ausgestrahlt, weil sie den Senderverantwortlichen zu politisch war und 1952 schließlich ganz aus dem Programm genommen. In der Folge kandidierte er – allerdings erfolglos – für das Parlament des Bundesstaates Illinois und danach den US-Kongress.
Über den Musik-Manager Robert Nemiroff kam er 1958 in Kontakt mit Capitol Records/CBS und nahm 1960 sein erstes Album auf: Sin and Soul …and then some. Sein Vortrag war inspiriert von der Musik Bertolt Brechts und Lotte Lenyas, die Musik orientiert an Soul und Hardbop. Zugleich machte er sich auch einen Namen als Texter für andere Jazz-Sänger, u. a. Max Roach, für den er ebenfalls 1960 für das Konzeptalbum We Insist! Freedom Now Suite die Texte schrieb. Unter den ersten, die auf sein Talent aufmerksam wurden, waren Stars wie Abbey Lincoln, für die er Strong Man schrieb, und Mahalia Jackson, die 1960 das Browns Song Brown Baby aufnahm; später interpretierten unter anderem Nina Simone, Diana Ross und Toni Braxton diesen Song. Von Anfang an waren die Texte Browns politisch, erzählten vom Leben der Schwarzen und vom Kampf um Gleichberechtigung.
In den folgenden Jahren erlebte Brown den Höhepunkt seiner Popularität. 1962 moderierte er die Fernsehsendung Jazz Scene USA. Er arbeitete mit Musikern wie Max Roach, Dizzy Gillespie, Cannonball Adderley, John Coltrane und Miles Davis. Seine Lieder wurden von Dee Dee Bridgewater, Sheila Jordan, Sammy Davis Jr., Mel Tormé, Mark Murphy und vielen anderen gesungen und aufgenommen.
Seine eigene Karriere als Sänger litt allerdings unter den Problemen, die ihm wegen seines politischen Engagements bereitet wurden. Er wurde nie zu einem „Star“, außer in einem relativ kleinen Kreis von Jazz-Freunden.
Zu seinen bekanntesten Werken gehören heute der Text zu Miles Davis’ All Blues und Lieder wie Signifying’ Monkey, der Work Song oder das in der Version von Al Wilson zum Hit gewordene The Snake.
Aus der Ehe Oscar Brown Jr.s mit Jean Pace Brown stammen vier Töchter und ein Sohn.

## Diskografie
- 1960: Sin and Soul …and then some
- 1962: In a New Mood
- 1962: Between Heaven and Hell
- 1963: Tells It Like It Is
- 1965: Mr. Oscar Brown Jr. Goes to Washington (Live)
- 1965: Finding a New Friend (mit Luiz Henrique)
- 1970: Joy (mit Jean Pace und Sivuca)
- 1972: Movin’ On
- 1973: Brother Where Are You
- 1975: Fresh
- 1995: Then and Now
- 1998: Live Every Minute